# Wanda Rucińska
Wanda Rucińska (ur. 12 lutego 1919 w Łęczycy, zm. 1 października 2006 w Sopocie) – polska aktorka teatralna, mająca w dorobku ponad 200 ról teatralnych, filmowych, radiowych i telewizyjnych.

## Życiorys
Urodziła się 12 lutego 1919 roku w Łęczycy. W 1920 roku przeprowadziła się z rodziną do Bydgoszczy, gdzie spędziła dzieciństwo i młodość. W 1937 roku rozpoczęła studia na Wydziale Humanistycznym Uniwersytetu Poznańskiego, które przerwała po dwóch latach z powodów zdrowotnych i materialnych. Po wybuchu II wojny światowej pracowała najpierw jako robotnica w bydgoskiej Fabryce Wyrobów Metalowych „Fema”, a w 1941 roku przeniosła się do Warszawy, gdzie pracowała w fabryce obuwia „Leo”. Po upadku powstania warszawskiego wróciła do Bydgoszczy.
Debiutowała w 1945 roku rolą Meli w Moralności pani Dulskiej Gabrieli Zapolskiej. W 1946 roku zdała egzamin aktorski przed komisją PWST w Łodzi, której przewodniczył Leon Schiller.
W latach 1947–1962 występowała w połączonych Teatrach Ziemi Pomorskiej w Bydgoszczy i Toruniu. Zagrała m.in. w przedstawieniach Obrona Ksantypy Ludwika Hieronima Morstina, Rewizor Nikołaja Gogola oraz Dom lalki Henrika Ibsena.
W sezonie 1961/1962 występowała na deskach Teatru Polskiego w Poznaniu, następnie w latach 1963–1964 była aktorką Bałtyckiego Teatru Dramatycznego im. J. Słowackiego w Koszalinie. Od 1963 do 1969 roku występowała w Państwowych Teatrach Dramatycznych w Szczecinie. W latach 1969–1976 była związana z Teatrem im. Wilama Horzycy w Toruniu, po czym wróciła do Bydgoszczy i do zakończenia kariery w 1992 roku grała w Teatrze Polskim.
W 1972 roku zagrała drugoplanową rolę w krótkometrażowym filmie Krzysztofa Zanussiego Hipoteza.
Prywatnie związana była z aktorem teatralnym i filmowym Hieronimem Konieczką, którego imię nosi obecnie Teatr Polski w Bydgoszczy. W 2017 została patronką jednego z tramwajów w Bydgoszczy. W 2024 roku została patronką Teatru Kameralnego w Bydgoszczy.